# Аргилерин
Аргилерин (или както е химическото му название Acetyl hexapeptide-3) е синтетичен полипептид подобен на ботулиновия токсин или както е по-известен Ботокс, но за разлика от него е безопасен за използване и няма странични ефекти. Открит е през 2002 год, от учени от изследователска лаборатория, базираната в Барселона. Използва се в козметиката от висок клас като съставка която редуцира видимо дълбочината на бръчките посредством парализиране на мимическите мускули като механизмът на действие е аналогичен на Ботокс. С изразените си анти оксидантни свойства предпазва от състаряване на кожата и появата на нови бръчки, предизвикани от повтарящите се лицеви движения. С козметични продукти, съдържащи Аргилерин се третират предимно зоните около очите и челото, където се появяват така наречените бръчки тип „пачи крак“. Използва се за направа на кремове и серуми за лице. Препоръчително е такава козметика да се използва след 40-годишна възраст.
Argireline е разработен и затова доклади за своята дългосрочна употреба все още не са налични.